# 海蘭阿克雷斯 (特拉華州)
海蘭阿克雷斯（英語：Highland Acres）是位於美國特拉華州肯特縣的一個人口普查指定地區。

## 地理
海蘭阿克雷斯的座標為39°07′15″N 75°31′19″W / 39.12083°N 75.52194°W，而該地最高點為海拔高度14米（即46英尺）。

## 人口
根據2010年美國人口普查的數據，海蘭阿克雷斯的面積為4.20平方千米，當中陸地面積為4.00平方千米，而水域面積為0.20平方千米。當地共有人口3459人，而人口密度為每平方千米823人。